# Штеренберг, Давид Петрович
Давид Петрович Штеренберг (14 (26) июля 1881, Житомир — 1 мая 1948, Москва) — русский и советский художник, живописец и график, один из основных представителей современного русского изобразительного искусства первой половины XX века.

## Биография

### Молодость и парижский период
Родился в 1881 году в еврейской семье в Житомире, отец был приказчиком. Был учеником фотографа в Одессе, увлекался революционными идеями. В 1906 году как активный участник Бунда был вынужден эмигрировать из России в Вену. С 1907 по 1917 жил в Париже. В Париже занимался фототипией и учился живописи сначала в Школе изящных искусств, а затем в академии Витти. Среди его сокурсников был голландский художник Кеес ван Донген. Жил Штеренберг в известном парижском фаланстере «Улей».
Художник испытал влияние творчества Поля Сезанна и кубизма. С 1912 года принимал участие в экспозициях Парижского салона. Позже примкнул к Салону Независимых, сблизившись с другими художниками парижской школы: Липшицем, Кислингом, Диего Риверой, Марком Шагалом и прочими. Картины Штеренберга парижского периода часто противоречивы и неоднородны. Узнаваемый стиль у художника выработается только к концу пребывания в Париже.

### Возвращение в Россию
После Октябрьской революции 1917 года Штеренберг возвращается в Россию, где политическое прошлое и знакомство с наркомом просвещения А. В. Луначарским сыграли свою роль. Знакомый с парижским творчеством Штеренберга, Луначарский назначает его заведующим изобразительным отделом, ИЗО, Наркомпроса. Наряду с Натаном Альтманом и другими деятелями российской культуры, он принял участие в конференции писателей, художников и режиссёров о сотрудничестве с советским правительством в Смольном в Петрограде (Санкт-Петербург). В 1918 году в Москве состоялась выставка участников Еврейского общества содействия искусству, в которой Штеренберг принимал участие наряду с Альтманом, Барановым-Россине и Лисицким.
Октябрьская революция застала Альтмана в Крыму, где он проводил отпуск. Известие о пролетарской революции принял восторженно и, не дожидаясь конца отпуска, вернулся в Петроград. И все же, как и многие русские интеллигенты, художник не понял масштаба и значения событий. Альтман решил: настало самое подходящее время осуществить давнишнее намерение — устроить персональную выставку в Нью-Йорке. Выполнить такое решение оказалось не просто. Настойчивость победила. Картины были собраны и упакованы. Новенький заграничный паспорт и проездной билет лежали в бумажнике. Но именно в этот момент к Альтману пришел странного вида человек: небольшого роста, с торчащими, чуть седеющими волосами. То был недавно вернувшийся на родину из Парижа живописец Давид Штеренберг.
Несколько лет назад Альтман и Штеренберг жили в Париже, в одном доме — многоугольном сооружении, напоминавшем провинциальный цирк. Парижане называют этот дом «Улеем искусства». Он и сегодня служит прибежищем для начинающих художников.
В 1914 году мастерскую Штеренберга посетил Луначарский. «Я отмечаю не столько богатство исканий Штеренберга, сколько необычно быстрые успехи, которые он делает… и более всего его уверенный вкус», — писал после этого посещения Луначарский в своей корреспонденции для газеты «Киевская мысль».
Теперь Штеренберг пришел к Альтману по эстренному поводу. При Комиссариате народного просвещения начинали создавать отдел изобразительных искусств, и нарком Анатолий Васильевич Луначарский предлагал Штеренбергу и Альтману принять участие в работе Комиссариата.

С 1918 по 1920 он был заведующим отделом изобразительного искусства Народного комиссариата просвещения. В 1918 году он опубликовал свою программную статью «Задачи современного искусства» в новостях Петроградского Совета. С 1920 по 1930 преподавал во ВХУТЕМАСе. В 1922 году в Москве Штеренберг принял участие в выставке еврейских художников, участником которой был и Марк Шагал. В этом же году он написал эссе для каталога Первой русской художественной выставки в галерее Ван Димена, в Берлине. Был участником объединения Комфутов (коммунистов-футуристов). В ЛЕФ вступить отказался в связи с отрицанием теоретиками ЛЕФа станкового искусства. В 1925—1932 годах основатель и руководитель Общества станковистов (ОСТ).
Штеренберг сыграл значительную роль в становлении советского искусства, особенно в послереволюционный период, когда отдел ИЗО Наркомпроса объединял художников-авангардистов, отвергавшихся прежним официальным искусством. Штеренберг уделял большое внимание организации выставочного дела и вопросам художественного образования. Основную задачу советского искусства Штеренберг видел в необходимости повышения живописной культуры, тем самым недооценивая значение сюжетного, социально-активного искусства.

## Творчество
Работал в жанрах пейзажа, портрета, натюрморта. Подражая импрессионистам в ранних пейзажах, в которых уже были заметны фактурные искания, художник стал писать работы в футуристическом плане. Перед Штеренбергом возникла задача, решение которой увело его от футуризма к кубизму, — проблема фактуры и объёма. Основной целью художника была передача различной фактурной обработкой двухмерной плоскости реальной трёхмерности в картине (например, «Простокваша» и др.). Однако в работах Штеренберга наметилось преодоление того абстрактного формализма, который привёл кубизм к деформации действительности. Штеренберг — новатор и авангардист. Его картины не были похожи на традиционную живопись. При этом они строго конкретны и изобразительны. Это изображения простых вещей, натюрморты. Предметы предельно просты: губка и мыло, керосиновая лампа, нож, бутылка. Две селёдки на блюде и полбуханки чёрного хлеба… Одна, самое большое — три вещи, грубые и бедные, на голой пустоте холста, подчёркнуто плоскостного, лишённого и пространственной глубины, и объединяющей, обволакивающей предметы атмосферы. В то же время подчёркнут материал, структура поверхности вещей: гладкий фаянс и шероховатая хлебная корка, слоистая доска и скользкая рыбья чешуя.
Художник также прибегает к рельефу — некоторые изображения выступают из поверхности холста. Обращаясь к зрению, такая живопись возбуждает скорее осязательные, материально-конкретные ощущения. Одинокие предметы будто просятся из неё наружу, в живые человеческие руки. Простейший натюрморт, как визуальный текст, насыщен драматическим напряжением, сигнализирует об элементарных и необходимых человеческих ценностях. «Вся его живопись есть рассказ о хлебе насущном, которого надо припасти так немного, чтобы прожить, но над которым надо помучиться так много, чтобы достать», — сказал о Штеренберге искусствовед А. М. Эфрос. В портрете художник также соединяет максимальное обобщение с осязательной конкретностью образа-типа: крестьянская девочка («Аниська», 1926) с таким же бедным натюрмортом на столе за её спиной; суровый старик крестьянин, величественный в холодной пустоте снежного поля («Старое», 1925—26).
Таковы и крестьянские образы в его сюжетной картинах «Колхозник», «Агитатор в деревне» (1927) — возвышенно-строгие, замкнутые, сосредоточенные. Художник достиг в них монументальности древней фрески. Наряду с сюжетными картинами, мастер не оставил без внимания натюрморты и пейзажи, крупнейшим мастером которых он являлся.
Основным занятием Штеренберга была живопись, но также он выступал в роли художника-постановщика в театре, работал в графике — книжной гравюре, рисовал книжки-картинки, используя принципы схематичного и плоскостного детского рисунка, во многом близкого к его стилю письма..

## Итоги
Среди учеников Штеренберга такие известные российские художники, как А. А. Дейнека, Ю. И. Пименов, А. А. Лабас, П. В. Вильямс, А. Д. Гончаров и другие. В 1930 году Штеренбергу было присвоено звание заслуженного деятеля искусства.
После 1930-х годов Штеренберг был вынужден работать в более реалистичной манере, так как с середины 1930-х его творчество стало диаметрально расходиться с изменившейся государственной линией в области искусства. В 1940-х годах подвергался резкой критике за формализм. Его независимый стиль перестал пользоваться спросом, постепенно его работы были изъяты из поля зрения общественности. Нападки критики тяжело отразились на моральном состоянии художника и нашли отражение в его поздних работах. Штеренберг глубоко осознал своё еврейское происхождение. Он писал своей жене Надежде: «У меня в жилах течёт восточная кровь, кровь моего предка, который написал „Песнь Песней“, и нет лучше песни». В самом конце жизни в эскизных «Библейских мотивах» (1947—48) у художника наметился новый живописный язык, стали проявляться новые драматические интонации. Развить их он уже не успел. После его смерти в 1948 году он был практически забыт. Похоронен Штеренберг на Ваганьковском кладбище (37 уч.).
В контексте общего восприятия мирового изобразительного искусства творчество Штеренберга отличается особенным своеобразием. Его заслуга перед мировым искусством в том, что будучи солидарным с авангардным искусством, отстаивал в то же время основополагающее значение станковизма в формировании новой эстетики двадцатого века. «Основа творчества Штеренберга — предмет, воплощённый в оригинальной, неповторимой системе живописного натюрморта. В своем самодостаточном значении объекта аналитического искусства натюрморт художника тем не менее в полной мере наделен богатством социального и философского содержания». Работы художника находятся в музеях Москвы, Санкт-Петербурга, Житомира, а также в частных собраниях.
В России коллекционером Андреем Ерёминым создан Международный благотворительный фонд Давида Штеренберга, основные направления работы которого — поддержка молодых художников, организация выставок по всему миру, издательская деятельность. При участии фонда в апреле 2000 года на Неглинке в Центре искусств была открыта большая выставка натюрмортов Давида Штеренберга.

## Семья
- Родители — Пинхус (Пинхос) Лейзор-Дувидович Штеренберг, житомирский мещанин, и Фрима Вольковна Штеренберг[12][13]. Семья жила в доме Бойма на Соборной улице.
- Первая жена (с 1907 года[14] до второй половины 1920-х годов) — Надежда Давидовна Штеренберг (урождённая Пальцева[15], во втором браке Денисовская; 1891—1979)[16][17][18], уроженка Одессы[19]; вторым браком (1956) вышла замуж за художника Николая Денисовского (1901—1981).
  - Дочь — Виолетта (Фиалка) Давидовна Штеренберг (1908—1995)[20], художница[21].
- Вторая жена (с 1930 года) — Мария Степановна Гранавцева (1904, Черемхово, Иркутская губерния — 14 февраля 1989, Москва), художница[22][23], училась вместе с дочерью Д. П. Штеренберга Фиалкой в ВХУТЕИНе (1925—1928).
  - Сын — Давид Давидович Штеренберг (29 декабря 1931 — 30 января 2014), график, живописец, член Союза художников СССР.
- Сын — Владимир Иосифович Векслер (1907—1966), физик-экспериментатор[24][25].
- Братья — Абрам Петрович Штеренберг (1894—1979), фотожурналист и фотохудожник; Ефим Пинхусович (Петрович) Штеренберг (1887—1967), государственный и хозяйственный деятель, член ВЦИК. Сестра — Мария Петровна (Малка Пинхусовна) Штеренберг (1902—1974)[26]; Шая Пинхусович Штеренберг (1896—?).